# Robert Lück

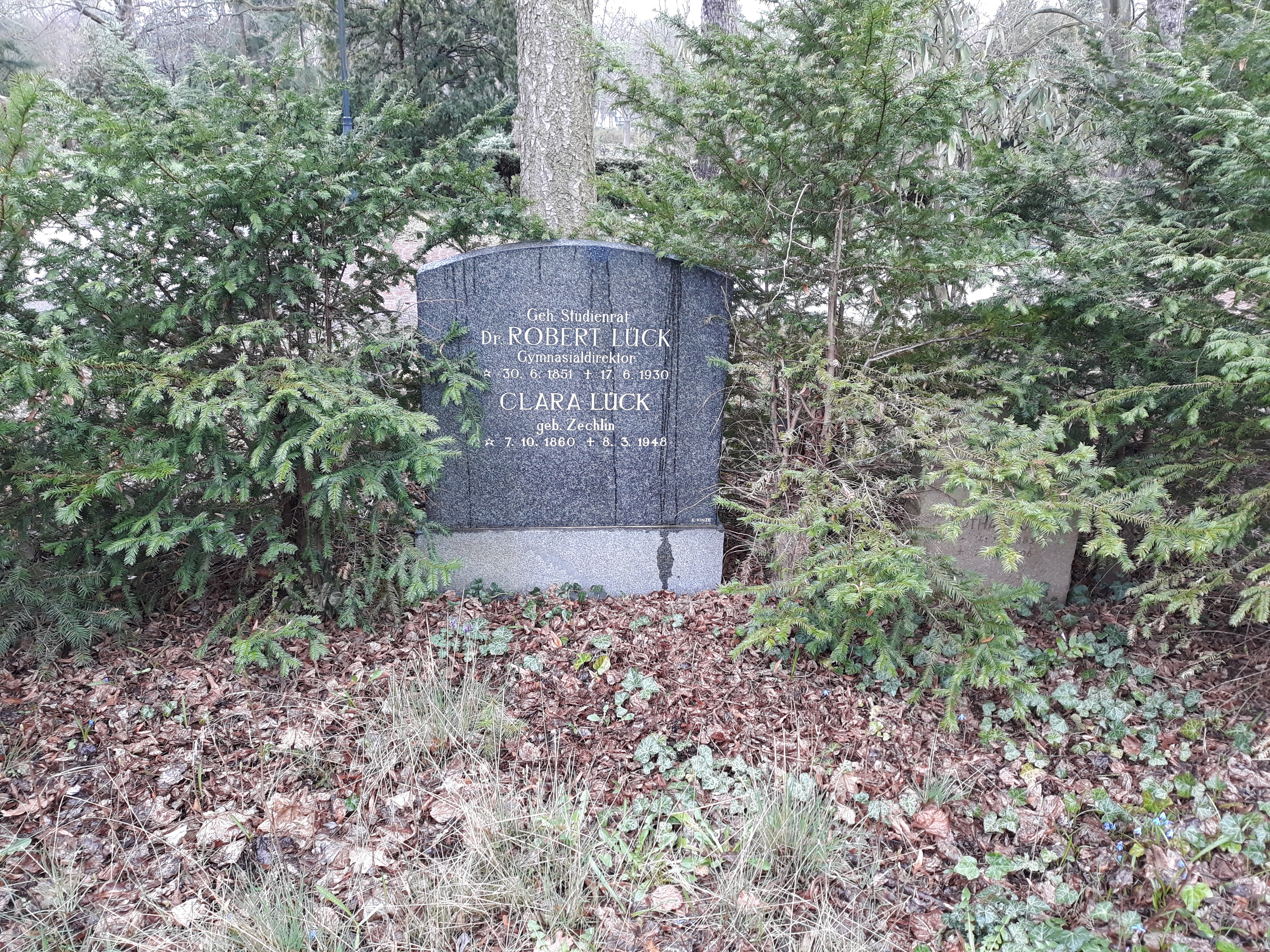
Das Grab von Robert Lück und seiner Ehefrau Clara geborene Zechlin auf dem Friedhof Steglitz in Berlin.

Robert Lück (* 30. Juni 1851 in Mühlhofe bei Valbert; † 17. Juni 1930 in Berlin) war ein deutscher Gymnasiallehrer und Gründungsdirektor des Berliner Gymnasium Steglitz.
Lück, Sohn eines Gutsbesitzers, legte 1872 in Soest das Abitur ab und studierte Altphilologie, Evangelische Religion und Geschichte bis 1877. Die Promotion erfolgte 1878. Das Probejahr legte er in Salzwedel ab. Er begründete 1886 das Gymnasium Steglitz und leitete es bis 1919. Dabei galt er als Mann der evangelischen Kirche. In seine Zeit fiel 1896 die Gründung des Wandervogels, den er aber anfangs ablehnte, weil er z. B. den Autor Friedrich Nietzsche für schädlich hielt. Gerade dies machte ihn nach dem Schüler Hans Blüher zur vielgelesenen Lektüre bereits im frühen Wandervogel. Lücks schulrechtswidrige Absprache mit dem Lehrer Karl Fischer, dass die Wanderungen des Schülervereins (ab 1901) auch „ohne Begleitung der Lehrer“ erfolgten, war der Grundstein einer autonomen Jugendbewegung.

## Belege
1. ↑  Vgl.  (PDF; 143 kB), S. 9f

| Personendaten    | Personendaten                          |
| ---------------- | -------------------------------------- |
| NAME             | Lück, Robert                           |
| KURZBESCHREIBUNG | deutscher Altphilologe und Schulleiter |
| GEBURTSDATUM     | 30. Juni 1851                          |
| GEBURTSORT       | Mühlhofe                               |
| STERBEDATUM      | 17. Juni 1930                          |
| STERBEORT        | Berlin                                 |